# LM5: The Tour
LM5: The Tour is de zesde concerttournee van de Britse meidengroep Little Mix. De tour promoot hun vijfde studioalbum, LM5 (2018). De tour begon op 1 september 2019 in Liverpool, Engeland op het 2019 Fusion Festival UK en eindigde met een reeks shows in de 02 Arena van Londen.

## Setlist
De setlist voor de tour was:
1. The national manthem
2. Salute
3. Power
4. Woman Like Me

Come and say it to my face
1. Wasabi
2. Bounce back
3. Only you/Black Magic

Strip dance
1. Told you So
2. The Cure
3. Serect Love Song
4. Joan of Arc
5. Wings
6. Shout Out To My ex
7. Women's World
8. Reggaetón Lento (Remix)
9. Think About Us
10. More Then Words
11. Touch

## Achtergrond
Little Mix heeft de tour officieel aangekondigd op 18 oktober 2018 via hun Twitter-account. Een tweede reeks shows werd aangekondigd op 25 oktober 2018. Een geplande datum in Aberdeen op 4 oktober 2019 werd echter later geannuleerd vanwege onvoorziene logistieke problemen. Een extra datum werd toegevoegd in de Porsche-Arena te Stuttgart vanwege veel vraag op 22 september 2019. In maart 2019 werden verschillende data in Australië aangekondigd. De maand daarna werd aangekondigd dat de groep samen met Rudimental in september het Fusion Festival UK zou leiden. In juni 2019 werden de Australische tourdata van de groep veranderd vanwege de release van " Bounce Back ". Diezelfde maand werd een datum in Nieuw-Zeeland aangekondigd.

## Shows
| Datum             | stad       | land          | plaats              | Openingsact | opkomst | Omzet  |
| Europa            | Europa     | Europa        | Europa              | Europa      | Europa  | Europa |
| ----------------- | ---------- | ------------- | ------------------- | ----------- | ------- | ------ |
| 1 september 2019  | Liverpool  | Engeland      | Sefton Park         | -           | -       |        |
| 16 september 2019 | Madrid     | Spanje        | WiZink Center       | TBA         | -       | -      |
| 18 september 2019 | Milaan     | Italië        | Mediolanum Forum    | TBA         | -       | -      |
| 19 september 2019 | Wenen      | Oostenrijk    | Wiener Stadthalle   | TBA         | -       | -      |
| 21 september 2019 | Stuttgart  | Duitsland     | Porsche-Arena       | TBA         | -       | -      |
| 22 september 2019 | Stuttgart  | Duitsland     | Porsche-Arena       | TBA         | -       | -      |
| 23 september 2019 | Keulen     | Duitsland     | Lanxess Arena       | TBA         | -       | -      |
| 25 september 2019 | Amsterdam  | Nederland     | Ziggo Dome          | TBA         | -       | -      |
| 27 september 2019 | Antwerpen  | België        | Sportpaleis         | TBA         | -       | -      |
| 28 september 2019 | Parijs     | Frankrijk     | Dôme de Paris       | TBA         | -       | -      |
| 6 oktober 2019    | Belfast    | Noord-Ierland | SSE Arena           | TBA         | -       | -      |
| 7 oktober 2019    | Belfast    | Noord-Ierland | SSE Arena           | TBA         | -       | -      |
| 8 oktober 2019    | Dublin     | Ierland       | 3Arena              | TBA         | -       | -      |
| 10 oktober 2019   | Dublin     | Ierland       | 3Arena              | TBA         | -       | -      |
| 11 oktober 2019   | Dublin     | Ierland       | 3Arena              | TBA         | -       | -      |
| 13 oktober 2019   | Belfast    | Noord-Ierland | SSE Arena           | TBA         | -       | -      |
| 14 oktober 2019   | Belfast    | Noord-Ierland | SSE Arena           | TBA         | -       | -      |
| 17 oktober 2019   | Glasgow    | Schotland     | SSE Hydro           | TBA         | -       | -      |
| 18 oktober 2019   | Glasgow    | Schotland     | SSE Hydro           | TBA         | -       | -      |
| 19 oktober 2019   | Glasgow    | Schotland     | SSE Hydro           | TBA         | -       | -      |
| 21 oktober 2019   | Liverpool  | Engeland      | M&S Bank Arena      | TBA         | -       | -      |
| 22 oktober 2019   | Liverpool  | Engeland      | M&S Bank Arena      | TBA         | -       | -      |
| 24 oktober 2019   | Newcastle  | Engeland      | Utilita Arena       | TBA         | -       | -      |
| 25 oktober 2019   | Newcastle  | Engeland      | Utilita Arena       | TBA         | -       | -      |
| 26 oktober 2019   | Newcastle  | Engeland      | Utilita Arena       | TBA         | -       | -      |
| 28 oktober 2019   | Sheffield  | Engeland      | FlyDSA Arena        | TBA         | -       | -      |
| 29 oktober 2019   | Sheffield  | Engeland      | FlyDSA Arena        | TBA         | -       | -      |
| 31 oktober 2019   | Londen     | Engeland      | O2 Arena Londen     | TBA         | -       | -      |
| 1 november 2019   | Londen     | Engeland      | O2 Arena Londen     | TBA         | -       | -      |
| 2 november 2019   | Londen     | Engeland      | O2 Arena Londen     | TBA         | -       | -      |
| 7 november 2019   | Birmingham | Engeland      | Resorts World Arena | TBA         | -       | -      |
| 8 november 2019   | Birmingham | Engeland      | Resorts World Arena | TBA         | -       | -      |
| 9 november 2019   | Birmingham | Engeland      | Resorts World Arena | TBA         | -       | -      |
| 11 november 2019  | Nottingham | Engeland      | Motorpoint Arena    | TBA         | -       | -      |
| 12 november 2019  | Nottingham | Engeland      | Motorpoint Arena    | TBA         | -       | -      |
| 14 november 2019  | Manchester | Engeland      | Manchester Arena    | TBA         | -       | -      |
| 15 november 2019  | Manchester | Engeland      | Manchester Arena    | TBA         | -       | -      |
| 16 november 2019  | Manchester | Engeland      | Manchester Arena    | TBA         | -       | -      |
| 18 november 2019  | Leeds      | Engeland      | First Direct Arena  | TBA         | -       | -      |
| 19 november 2019  | Leeds      | Engeland      | First Direct Arena  | TBA         | -       | -      |
| 21 november 2019  | Londen     | Engeland      | O2 Arena            | TBA         | -       | -      |
| 22 november 2019  | Londen     | Engeland      | O2 Arena            | TBA         | -       | -      |